# A világ pereme
A világ pereme (eredeti cím: Rim of the World) 2019-ben bemutatott amerikai ifjúsági akció-kalandfilm, melyet McG rendezett Zack Stentz forgatókönyvéből. A főszerepet Jack Gore, Miya Cech, Benjamin Flores Jr. és Alessio Scalzotto alakítja.
A filmet 2019. május 24-én mutatta be a Netflix. A megjelenés hetében a legnézettebb tartalom volt az SVOD-szolgáltatásban az Egyesült Királyságban, megelőzve a Halott vagy és a Riverdale című televíziós-sorozatokat.
Négy kiskorú táborozónak össze kell fognia és le kell győznie félelmeit, hogy megmentse a világot idegen lények inváziója ellen.

## Cselekmény
Alexet, aki nemrég elvesztette az apját, édesanyja elviszi egy nyári táborba a Stanislaus Nemzeti Erdőbe, hogy elterelje a gondolatait. Ezzel egy időben érkezik a táborba a különc Dariush és a titokzatos ZhenZhen. Utóbbi saját költségén illegálisan lépett be az Egyesült Államokba Kínából, miután talált egy szórólapot a táborról. Egy kiránduláson ők hárman verekedésbe keverednek, és találkoznak a velük egykorú Gabriellel, aki az erdőben bujkál a törvény elől. Amikor vissza akarnak menni a táborba, felfedezik, hogy az összes felnőttet és a gyerekeket is evakuálták. Megkezdődött az idegen lények inváziója.
Túlélők után kutatva rábukkannak egy mentőkabinra. Egy túlélő pilóta otthagy nekik egy kulcsot, amelyet sürgősen el kell vinniük a NASA pasadenai kirendeltségére. Útközben le kell győzniük félelmeiket, és csapatként kell együttműködniük. Egy idegen és a gyíkszerű kutyája üldözi őket. Mindkettő megölhetetlen. Menekülésük során számos felnőttel találkoznak, akik nem segítenek nekik, hanem további veszélyeket jelentenek. Például egy bűnözői banda, akik maguknak akarják megtartani a kulcsot, és katonák, akik azonban még magukat sem tudják megmenteni.
Amikor megérkeznek a NASA terepi irodájába, azt látják, hogy ott már nincsenek túlélők. De egy videókapcsolaton keresztül egy távolabbi bázisról kapnak utasításokat a kulcs használatára vonatkozóan. Ez lehetővé teszi számukra, hogy aktiválják a hidegháborúból származó nukleáris rakétarendszert, és elpusztítsák az idegen anyahajót. A világ megmenekült.

## Szereplők
- Jack Gore – Alex
- Miya Cech – ZhenZhen
- Benjamin Flores Jr. – Dariush
- Alessio Scalzotto – Gabriel
- Andrew Bachelor – Logan
- Annabeth Gish – Grace
- Scott MacArthur – Lou
- Dean Jagger – Hawking kapitány
- Michael Beach – Khoury tábornok
- Lynn Collins – Collins őrnagy
- David Theune – főtanácsadó
- Tony Cavalero – Conrad
- Carl McDowell mint Carl
- Punam Patel – Angeline
- Jason Rogel – vámtisztviselő
- Chris Wylde – Chris bácsi
- Rudy Mancuso – Wes
- Amanda Cerny – Lucy
- Allan Graf – taxisofőr
- Cameron Fuller – fiatal katona
- Richard Gore – Alex apja
- Peter Parros – Dariush apja
- Annie Cavalero – Zip Line tanácsos

## A film készítése
2018 márciusában bejelentették, hogy McG rendezi a Világ pereme című filmet a Netflix számára Zack Stentz forgatókönyvéből. Egy interjúban Stentz elárulta, hogy már 2017-ben elkezdett dolgozni a forgatókönyvön, az üzletet pedig egy évvel később kötötték meg a Netflixszel. A gyártás 2018 májusában kezdődött a kaliforniai Los Angelesben. 2018 júniusában jelentették be a szereposztást.
A forgatás 2018 júniusában kezdődött és az elmondások szerint 40 napig tartott.

## Fogadtatás
A Rotten Tomatoes kritika-gyűjtő weboldalon a film 27%-os értékelést kapott. A weboldal kritikai konszenzusa szerint: „A világ peremén” túlságosan unalmas ahhoz, hogy felérjen a 80-as évekbeli tinikalandokhoz, amelyekre utal, és túlságosan tele van klisékkel ahhoz, hogy képes legyen elkülönülni tőlük.  Az IMDb-n 5,2/10-es pontszámot kapott.

## Fordítás
- Ez a szócikk részben vagy egészben  a   Rim of the World című angol Wikipédia-szócikk fordításán alapul.  Az eredeti cikk szerkesztőit annak laptörténete sorolja fel. Ez a jelzés csupán a megfogalmazás eredetét és a szerzői jogokat jelzi, nem szolgál a cikkben szereplő információk forrásmegjelöléseként.
- Ez a szócikk részben vagy egészben  a   Rim of the World (Film) című német Wikipédia-szócikk fordításán alapul.  Az eredeti cikk szerkesztőit annak laptörténete sorolja fel. Ez a jelzés csupán a megfogalmazás eredetét és a szerzői jogokat jelzi, nem szolgál a cikkben szereplő információk forrásmegjelöléseként.